# Guy Dossche
Guy Dossche (* 7. Juli 1925 in Sint-Andries; † 23. Juni 2016 in Overijse) war ein belgischer Jazzmusiker (Saxophone, Klarinetten, insbesondere Baritonsaxophon, Bassklarinette, Komposition).

## Leben und Wirken
Dossche wuchs zunächst in Brügge auf und spielte bereits mit sechs Jahren Mundharmonika. Etwa 1935 zog er mit seinen Eltern nach Blankenberge, wo er die Grund- und Sekundarschule absolvierte. Schon damals spielte er Altsaxophon, allerdings nur nach Gehör. Anschließend besuchte er als Fachschule das Vrij technisch instituut in Ostende, wo er 1942 ein Diplom in Technischem Zeichnen (mit Auszeichnung) erhielt. In seiner Freizeit spielte er weiter Saxophon, holte aber zwischen 1943 und 1945 seine musikalische Grundausbildung am Konservatorium in Brügge nach.
Nachdem Dossche zunächst mit Maurice Decorte in der Kneipe seiner Eltern aufgetreten war, wurde er 1945 Mitglied im Orchester von Len Coolens. Danach gehörte er zum Sextett von Eddy Burssens (neben P. Borbousse und Jacky Roach). Während seines Militärdienstes wurde er als Musiker eingesetzt. Anschließend spielte er, nun auf dem Tenorsaxophon und der Klarinette, in verschiedenen Formationen an der Küste, teilweise auch im eigenen Quartett. 1951 wurde er Mitglied im Quintett von Francis Bay, in dem er länger als zwei Jahre blieb und auch Bassklarinette spielte. Anschließend spielte er bei Ernst van’t Hoff; mit dem Orchester „Michaëlli“ trat er in Amsterdam, Salzburg, Zürich, Biel, St. Gallen und Ramstein auf.
1956 holte Bay Dossche in seine Bigband, die vom belgischen Nationaal Instituut voor de Radio-omroep für wöchentliche Sendungen engagiert und beim europäischen Wettbewerb in Venedig mit der Goldenen Gondel ausgezeichnet wurde. Hinzu kam die Arbeit für Fernsehauftritte mit Stars wie Sammy Davis Jr., Caterina Valente, Jacques Brel, Frankie Laine, Gilbert Bécaud, Charles Aznavour, Charles Trenet und Henri Salvador. Anlässlich der Weltausstellung in Brüssel (1958) nahm das Orchester in den Decca-Studios eine Serie von 12 LPs auf. Diese waren auch für den Verkauf in den USA bestimmt und amerikanischen Bandleadern wie Duke Ellington, Count Basie, Tommy Dorsey, Artie Shaw oder Harry James gewidmet. Im Studio 4 des Senders war Dossche in der Bigband von Bay an der Uraufführung eines Third-Stream-Werks von Louis De Meester beteiligt, „The Temptation of St Anthony,“ das den Prix Italia erhielt.
Daneben arbeitete Dossche als Studiomusiker mit Phil Green, Morton Gould, Mantovani und Reg Owen; er war auch an der Uraufführung eines Werks von Rolf Liebermann mit dem Orchester von Léo Souris beteiligt und wirkte auch bei den Aufnahmen der Sadi Show mit, wo er im Gesangsquartett sang. 1966 wechselte er ins BRT-Jazz-Orchester von Etienne Verschueren. Dort stellte er früh die Zirkularatmung in Verschuerens „One Note Blues“ vor; dabei spielte er nach der Einleitung des Arrangements einen einzigen Ton, über den das Orchester das gesamte Arrangement bis zum Finale ausführte. Mit diesem Klangkörper war er auch als Solist auf der Bassklarinette an der Uraufführung von Jerzy Milians „Nihil Obstat“ (für Orchester und zwei Solisten) beteiligt. Es gibt auch freie Improvisationen von ihm mit dieser Formation. Weiterhin spielte er zudem im Festivalorchester des Senders unter Leitung von Fernand Terby, mit dem er auch auf Tournee war. Gelegentlich ersetzte er auch abwesende Bassklarinettisten des Rundfunk-Sinfonieorchesters. Er wirkte auch bei „Ndessé ou Blues for Narrator, Symphony Orchestra, Jazz Trio and Jazz Orchestra, based on poems by Leopold Sedar Senghor“ von Elias Gistelinck mit (das 1969 den Prix Italia erhielt).
1970 entsandte der Rundfunk ihn mit einem Sextett um Verschueren zum Montreux Jazz Festival; dort trat er als Baritonsaxophonist auch in einem Konzert auf, das von Studenten der Berklee School of Music unter der Leitung von Bob Brookmeyer organisiert wurde und Gerry Mulligan vorstellte. 1973 war Dossche Repräsentant Belgiens bei der jährlichen Konzertwoche der Europäischen Rundfunkunion, wo er unter anderem in einer Bigband unter der Leitung von Johnny Dankworth auftrat.
Im Duo mit der Pianistin Gilberte Van Dijck entstanden Aufnahmen von Avantgarde-Kompositionen von André Laporte und dem Werk „Fusion pour deux“ von Rob Dubois. Er führte auch das Werk „'t Daghet“ für Bassklarinette solo von Elias Gistelinck (1973) auf. Zusammen mit den Saxophonkollegen Frans L’Eglise, Emile Chantrain, Benny Couroyer und Pros Creado nahm er die Platte „A Cappella“ für Decca auf. Weiterhin wirkte er als Solist an einer BRT-Produktion von Art Blakey und den Jazz Messengers (in der Fernsehserie „So What“).Im Juli 1990 wurde Dossche im Alter von 65 Jahren nach 35 Jahren Hörfunk- und Fernseharbeit pensioniert.
Dossche spielte danach noch einige Konzerte, etwa mit einem Orchester, das sich aus alten Kollegen zusammensetzte und von Sadi dirigiert wurde, anlässlich der Einweihung der „rue Sadi Lallemand“ in Andenne. Im folgenden Jahr trat er mit Sadi und dessen Nonett bei Jazz Middelheim als Bassklarinettist auf. Auch spielte er ein weiteres Konzert mit dem Jazzorchester unter der Leitung von Bert Joris. Der allerletzte Auftritt fand in Hoegaarden statt: In der Sendung „De Lange Mars“ auf Radio 1 präsentierte Fred Brouwers ihn und Johan Vandendriessche als Gast. Dossche ist auch auf Alben von David Bee, Sadi’s Nonet (Igloo 1991) und Vic Nees zu hören.
Dossches eigene Komposition für Altsaxophon solo „Moods“ wurde am Mechelner Konservatorium von Rudy Haemers aufgeführt.